# Mops spurrelli
Mops spurrelli är en fladdermusart som först beskrevs av Guy Dollman 1911.  Mops spurrelli ingår i släktet Mops och familjen veckläppade fladdermöss. Inga underarter finns listade i Catalogue of Life.
Denna fladdermus har två från varandra skilda populationer i Afrika, en från Sierra Leone till Togo och den andra från Kamerun till östra Kongo-Kinshasa. Arten lever även på ön Bioko. Den vistas i tropiska regnskogar i låglandet och vilar i trädens håligheter.